# 普卡奧爾霍山 (聖羅薩區)
14°30′25″S 70°49′54″W / 14.50694°S 70.83167°W
普卡奧爾霍山（Puka Urqu），是秘魯的山峰，位於該國南部普諾大區，由梅爾加省和聖羅薩區負責管轄，屬於拉亞山脈的一部分，海拔高度約5,000米。